# O'Shaquie Foster
O'Shaquie Dominique Williams Foster (Orange, Texas, Estados Unidos, 17 de septiembre de 1993) es un boxeador profesional estadounidense, que ostenta el título superpluma del WBC desde febrero de 2023.

## Carrera de boxeo profesional

### Primeros años

#### Inicios de carrera
Foster hizo su debut profesional contra Theo Johnson el 8 de septiembre de 2012. Ganó la pelea por nocaut técnico en el primer asalto. Foster acumuló un récord de 10-0 durante los siguientes cuatro años, antes de dar su primer paso adelante en la competencia. Ese paso adelante se produjo contra el invicto Lavisas Williams el 19 de febrero de 2016, en la cartelera de "ShoBox: The Next Generation" de Showtime. Foster ganó la pelea por nocaut técnico en el séptimo asalto. Derribó a Williams en los asaltos dos, tres, cuatro y siete. Foster se enfrentó a Rolando Chinea el 22 de julio de 2016. Chinea le dio a Foster su segunda derrota profesional, ganando la pelea por decisión dividida.
Foster se recuperó de su segunda derrota profesional con un nocaut técnico en el primer asalto sobre Andrew Goodrich el 29 de diciembre de 2017 y una victoria por decisión mayoritaria contra Kaylyn Alfred el 20 de enero de 2018, ambas peleas en peso ligero. Foster volvió al peso superpluma para enfrentarse a Frank De Alba el 13 de abril de 2018. Ganó la pelea de ocho asaltos por decisión mayoritaria. Dos jueces calificaron la pelea 79–73 y 78–74 a su favor, mientras que el tercer juez la calificó como un empate 76–76.

#### Campeón de peso súper pluma WBC Silver
Foster fue reservado para enfrentar al invicto campeón Silver del peso súper pluma de la WBC, Jon Fernández, en el evento principal de la serie "ShoBox: The New Generation", que tuvo lugar el 21 de septiembre de 2018. Ganó la pelea por decisión unánime, y los tres jueces anotaron la pelea 98–92 a su favor. Foster conectó 145 golpes en total y 96 golpes de poder en los diez asaltos, mientras que Fernández logró conectar 102 golpes en total y 89 golpes de poder.
Foster se enfrentó a Fatiou Fassinou en una pelea de transición el 23 de febrero de 2019. Fue la primera pelea de Foster cerca de su condado natal de Orange, ya que tuvo lugar en Beaumont, Texas. Ganó la pelea por abandono en el tercer asalto, ya que Fassinou optó por permanecer en su esquina después de que terminara el tercer asalto. Foster estaba programado para pelear contra Jesús Bravo por el título vacante de peso súper pluma de la AMB Fedecentro el 17 de julio de 2019, en el Gimnasio Nacional Eddy Cortés en San Juan, Puerto Rico. Fue la primera pelea de Foster fuera de los Estados Unidos. Ganó la pelea por nocaut en ocho asaltos. Foster derribó a Bravo con un contraataque directo a la marca del minuto 2:59 del octavo asalto, lo que llevó al árbitro Ronald Alvarez a detener la pelea con un segundo restante de asalto.
Foster hizo su primera defensa del título WBC Silver contra Alberto Mercado el 5 de diciembre de 2019, en la Terminal 5 de la ciudad de Nueva York. La pelea estaba programada para la cartelera de la pelea por el título superligero transmitida por UFC Fight Pass entre Ana Laura Esteche y Mary McGee. Ganó la pelea por decisión unánime. Dos jueces puntuaron la pelea 99–91 a su favor, mientras que el tercer juez la puntuó 98–92 a favor de Foster.
Foster hizo su segunda defensa del título Silver de la WBC contra el veterano Miguel Román el 19 de noviembre de 2020, luego de una ausencia de once meses del deporte. La pelea fue programada como el evento principal de una tarjeta de transmisión de NBCSN, que tuvo lugar en el Wild Card Boxing en Los Ángeles, California. Se produjo una controversia menor antes de la pelea, ya que el entrenador de Foster, Bobby Benton, descubrió que se quitó el acolchado de los guantes de Roman. La comisión estatal confiscó los guantes y los reemplazó por un segundo par. Foster ganó la pelea por nocaut en el noveno asalto, lo que obligó a que el árbitro detuviera con una ráfaga de golpes en el minuto 0:58. Roman fue derribado dos veces antes del paro. Foster primero lo derribó con un recto de derecha a la mitad del primer asalto, mientras que la segunda caída fue el resultado de una mano izquierda a principios del noveno asalto.
Foster está programado para enfrentar al contendiente de peso súper pluma del CMB clasificado # 2, Muhammadkhuja Yaqubov, en una eliminatoria por el título del CMB el 18 de marzo de 2022, en la cartelera de la pelea por el título IBO entre Estelle Yoka Mossely y Yanina del Carmen Lescano. Ganó la pelea por decisión unánime, con puntuaciones de 118-109, 117-110 y 117-110. Foster anotó la única caída de la pelea en el duodécimo asalto, derribando a Yaqubov con un volado de izquierda.

### Campeón peso superpluma de la WBC

#### Foster vs. Vargas
Foster fue reservado para enfrentar al campeón de peso pluma del CMB, Rey Vargas, por el título vacante de peso súper pluma del CMB, el 11 de febrero de 2023, en el Alamodome de San Antonio, Texas. El organismo sancionador permitió a Vargas competir por el campeonato vacante, mientras ostentaba un cinturón en una categoría de peso inferior, luego de la ruptura de sus negociaciones con el campeón de peso pluma de la AMB, Leo Santa Cruz. A pesar de ingresar a la pelea como el menos favorito, Foster pudo ganar la pelea por decisión unánime, con las puntuaciones de los jueces anotando la pelea 116–112, 117–111 y 119–109. Foster conectó 144 golpes totales y 87 de poder durante el transcurso de los doce asaltos, en comparación con los 101 totales y 66 de poder de Vargas.

#### Primera defensa del título
Durante la convención anual del CMB, celebrada el 9 de noviembre de 2022, el organismo sancionador ordenó al ganador de la pelea por el campeonato vacante entre Foster y Rey Vargas hacer dos defensas obligatorias del título: la primera contra Eduardo Hernández y la segunda contra el ganador de la eliminatoria por el título entre Muhammadkhuja Yaqubov y Robson Conceição.

## Récord Profesional
| 22 Victorias (12 KOs), 2 Derrotas |        |                       |                          |        |               |                                                         |                                                                    |
| Res.                              | Récord | Oponente              | Fecha                    | Método | Rd., Tiempo   | Localidad                                               | Notas                                                              |
| G                                 | 22-2   | Abraham Nova          | 16 de febrero de 2024    | SD     | 12            | Madison Square Garden, Nueva York                       | Retuvo el título mundial de la WBC en el peso superpluma.          |
| G                                 | 21-2   | Eduardo Hernández     | 28 de octubre de 2023    | TKO    | 12 (12), 2:38 | Poliforum Benito Juárez, Cancún, México                 | Retuvo el título mundial de la WBC en el peso superpluma.          |
| G                                 | 20-2   | Rey Vargas            | 11 de febrero de 2023    | UD     | 12            | Alamodome, San Antonio, Texas                           | Ganó el título mundial vacante de la WBC en el peso superpluma.    |
| G                                 | 19-2   | Muhammadkhuja Yaqubov | 18 de marzo de 2022      | UD     | 12            | Duty Free Tennis Stadium, Dubai, Emiratos Árabes Unidos | Retuvo el título Silver de la WBC en el peso superpluma.           |
| G                                 | 18-2   | Miguel Román          | 19 de noviembre de 2020  | KO     | 9 (10), 0:58  | Wild Card Boxing, Los Ángeles, California               | Retuvo el título Silver de la WBC en el peso superpluma.           |
| G                                 | 17-2   | Alberto Mercado       | 5 de diciembre de 2019   | UD     | 10            | Terminal 5, Nueva York                                  | Retuvo el título Silver de la WBC en el peso superpluma.           |
| G                                 | 16-2   | Jesús Bravo           | 17 de julio de 2019      | KO     | 8 (10), 3:00  | Gimnasio Nacional Eddy Cortés, San José, Costa Rica     | Gana el vacante título Fedecentro de la WBA en el peso superpluma. |
| G                                 | 15-2   | Fatiou Fassinou       | 23 de febrero de 2019    | RTD    | 3 (10), 3:00  | Beaumont Civic Center, Beaumont, Texas                  |                                                                    |
| G                                 | 14-2   | Jon Fernández         | 21 de septiembre de 2018 | UD     | 10            | Firelake Arena, Shawnee, Oklahoma                       | Gana el título Silver de la WBC en el peso superpluma.             |
| G                                 | 13-2   | Frank De Alba         | 13 de abril de 2018      | MD     | 8             | Sands Bethlehem Event Center, Bethlehem                 |                                                                    |
| G                                 | 12-2   | Kaylyn Alfred         | 20 de enero de 2018      | MD     | 4             | Arabia Shrine Center, Houston                           |                                                                    |
| G                                 | 11-2   | Andrew Goodrich       | 29 de diciembre de 2017  | TKO    | 1 (4), 2:41   | Rapides Coliseum, Alexandria                            |                                                                    |
| D                                 | 10-2   | Rolando Chinea        | 22 de julio de 2016      | SD     | 8             | Foxwoods Resort, Mashantucket                           |                                                                    |
| G                                 | 10-1   | Lavisas Williams      | 19 de febrero de 2016    | TKO    | 7 (8), 0:52   | Boardwalk Hall, Atlantic City                           |                                                                    |
| G                                 | 9-1    | Rynell Griffin        | 16 de enero de 2016      | TKO    | 4 (6), 2:13   | ABC Sports Complex, Springfield                         |                                                                    |
| D                                 | 8-1    | Samuel Teah           | 6 de noviembre de 2015   | UD     | 8             | The D Hotel & Casino, Las Vegas                         |                                                                    |
| G                                 | 8-0    | Darius Jackson        | 26 de septiembre de 2015 | KO     | 1 (4), 1:03   | Veteran's Memorial Park, Beach Haven                    |                                                                    |
| G                                 | 7-0    | Frank Jordan          | 22 de agosto de 2015     | KO     | 1 (4)         | North Hall at Eastern Market, Washington                |                                                                    |
| G                                 | 6-0    | Devin Parker          | 12 de julio de 2014      | UD     | 4             | Evangeline Downs Casino, Opelousas                      |                                                                    |
| G                                 | 5-0    | Mario Lacey           | 10 de mayo de 2014       | TKO    | 2 (6), 1:03   | Evangeline Downs Casino, Opelousas                      |                                                                    |
| G                                 | 4-0    | Aaron Anderson        | 2 de noviembre de 2013   | UD     | 4             | H & PE Arena, Houston                                   |                                                                    |
| G                                 | 3-0    | Stephan Nava          | 26 de octubre de 2012    | KO     | 1 (4), 0:36   | Casa de Amistad, Harlingen                              |                                                                    |
| G                                 | 2-0    | Manuel Rubalcava      | 22 de septiembre de 2012 | UD     | 4             | Civic Center, Cleveland                                 |                                                                    |
| G                                 | 1-0    | Theo Johnson          | 8 de septiembre de 2012  | TKO    | 1 (4), 0:12   | Richard M. Borchard Regional Fairgrounds, Robstown      |                                                                    |